# Sabina Selimović und Samra Kešinović
Sabina Selimović (16. Februar 1999–2019?) und Samra Kešinović (25. September 1997–2015?) waren zwei Mädchen aus Österreich, die sich im April 2014 im Alter von 15 bzw. 16 Jahren dem Islamischen Staat (IS) anschlossen. Beide sind mutmaßlich tot.
Ihre Eltern waren bosnische Einwanderer, die vor dem Jugoslawienkrieg nach Österreich geflüchtet waren.
Die beiden Mädchen lasen im Internet über den Dschihad und radikalisierten sich in der Wiener Altun-Alem-Moschee, wo der Salafist Ebu Tejma als Imam predigte. Sie verließen am Morgen des 10. April 2014 ihre Elternhäuser und flogen von Wien-Schwechat über Ankara nach Adana. Von dort reisten sie 100 Kilometer weiter nach Syrien und schlossen sich dem IS an. Am Abend fanden die Eltern einen Abschiedsbrief: „Wir sind auf dem richtigen Weg. Wir gehen nach Syrien, kämpfen für den Islam. Wir sehen uns im Paradies.“ Später wurden Fotos gepostet, auf denen sie mit Burka bekleidet sind und Sturmgewehre tragen.
Eine Freundin der beiden erzählte Paris Match, dass beide von tschetschenischen Kämpfern geheiratet wurden. Sie wollten zurück nach Österreich, hätten aber Angst vor dem Gefängnis in Österreich und davor, von ihren Männern geschlagen und eingesperrt zu werden.
Die britische Boulevardzeitschrift Mirror berichtete, dass Kešinović nach Angaben einer Tunesierin als Sexsklavin für neue Rekruten missbraucht worden sein soll. Laut Daily Telegraph soll sie im November 2015 erschlagen worden sein, nachdem sie aus Raqqa, der Hauptstadt des IS, hatte fliehen wollen. Die gleiche Quelle berichtet, dass Selimović Im September 2014 bei Kämpfen getötet worden sei. Laut dem Anwalt der Mutter von Selimović sei sie aber vermutlich erst bei der Schlacht um die letzte IS-Hochburg Baghouz im März 2019 ums Leben gekommen. Der tatsächliche Verbleib beider Personen muss – Stand Mai 2019 – als ungeklärt gelten.
Selimović hatte mit ihrem Ehemann – auch über dessen Verbleib ist nichts bekannt – zwei Kinder. Seit 2019 bemühte sich die Mutter von Selimović darum, die beiden Kinder aus einem kurdischen Internierungslager in Syrien nach Österreich zu holen. Dies gestaltete sich insbesondere deswegen schwierig, weil die kurdischen Milizen eine Bestätigung der Republik Österreich über das Vorliegen der österreichischen Staatsbürgerschaft für die beiden Kinder forderten. Nachdem aber keine Geburtsurkunde für die Kinder ausgestellt worden war und daher die Mutterschaft von Selimović – die nach österreichischem Recht automatisch ihre Staatsbürgerschaft auch auf ihre Kinder übertragen hätte – nicht ohne Weiteres feststellbar war, wurde ein DNS-Test notwendig. Nach erfolgreicher Durchführung dieses DNS-Tests konnten die beiden mutmaßlichen Waisen Anfang Oktober 2019 von den österreichischen Behörden nach Österreich geholt und unter die Obsorge ihrer Großeltern gestellt werden.